# Чернявский, Николай Иванович
Николай Иванович Чернявский (1840—1871) — журналист и драматург.
Из дворян Черниговской губернии. Младший сын начальника судебного отделения Главного управления иррегулярных войск Военного министерства, действительного статского советника И. Ф. Чернявского. Учился в Строительном училище и Константиновском военном училище, откуда был уволен до окончания курса. Ещё в училище начал заниматься литературой. Размолвка с отцом, который предназначал его к военной службе, произошла из-за нежелания сына бросить «грязную компанию полуграмотных писак». Николай Иванович сильно нуждался, много болел. Умер 12 (24) февраля 1871 года от чахотки.
На литературное поприще выступил в газете «Очерки», после закрытия которой стал сотрудником «Петербургского листка», где помещал под псевдонимом «Литературный медиум» имевшие в то время успех фельетоны — «Хроника российской интеллигенции». В 1866 году Чернявский был редактором «Петербургского листка».
Его комедия «Гражданский брак», написанная под влиянием горячей полемики о равноправности женщины с мужчиной, не лишена таланта, но вызвала жестокие нападки в прогрессивной печати за пристрастное отношение к веяниям 1860-х гг. Премьера состоялась на Александринской сцене 25-го ноября 1866 года. Рецензии на постановку печатались во многих газетах и журналах (в том числе в «Отечественных записках» Лесков отзывается о пьесе, как о слабой, но полезной, Салтыков-Щедрин же написал разгромную рецензию).
После смерти Чернявского осталось ещё две комедии, но «Наемщик» не была пропущена цензурой, а «Семейные язвы» («Домашний ад») осталась неоконченной.